# Trichilia areolata
Trichilia areolata es un especie de árbol perteneciente a la familia Meliaceae. Es originaria de  Brasil.  Está considerada en peligro de extinción por la pérdida de hábitat. 
Se encuentra en zonas no inundables de Para en Brasil